# 전지안
전지안(1987년 11월 11일 ~ )은 대한민국의 배우이다.

## 연기 활동

### 드라마
- 2014년 OCN 일요드라마 《귀신 보는 형사 처용》 ... 김혜선 역
- 2015년 MBC 일일 특별기획 《딱 너 같은 딸》 ... 이미연 역
- 2015년 MBN 추석특집드라마 《엄마니까 괜찮아》 ... 서지나 역
- 2016년 KBS1 일일연속극 《별난가족》 ... 민연주 역
- 2016년 SBS 월화드라마 《닥터스》 ... 비행기 승객 환자 역
- 2016년 SBS 수목드라마 《질투의 화신》 ... 임수미 역
- 2016년 MBC 수목드라마 《역도요정 김복주》
- 2017년 SBS 주말특별기획 《언니는 살아있다》
- 2017년 tvN 토일드라마 《화유기》

### 영화
- 2014년 《레볼루션》 ... 전 선생 역
- 2018년 《그것만이 내 세상》... 복자가드 2 역
- 2018년 《물괴》 ... 수색대부인 1 역
- 2019년 《신의 한 수: 귀수편》 ... 수희 역
- 2020년 《히트맨》 ... 은 역
- 2021년 《낙인》

### M/V
- 2012년 빅스몰 - 식어버린 커피한잔
- 2013년 엑시트텐 - 스쳐가네
- 2014년 김종민 - 살리고 달리고
- 2014년 울랄라세션 - 내가갈게

## 수상
- 2011년 슈퍼걸콘테스트 뉴페이스상부분 대상